# 장태수 (1971년)
장태수(張泰洙, 1971년 11월 23일 ~ )는 대한민국의 공무원으로 제4·6·7대 대구광역시 서구의원이었으며, 정의당 대구시당 위원장이었다.

## 학력
- 대구대명국민학교 졸업
- 경상중학교 졸업
- 심인고등학교 졸업
- 영남대학교 국어국문학 학사 졸업

## 경력
- 실직가정 생계비지원사업팀 팀장
- 대구지역 실업대책본부 집행위원회 위원
- 상가임대차보호법제정사업팀장
- (사)대구광역시 지체장애인협회 자문위원
- 서부고등학교 운영위원회 위원
- 어린이도서관 햇빛따라 설립위원회 위원장
- 2002.07 ~ 2006.06 제4대 대구광역시 서구의회 의원
- 2002.07 ~ 2004.07 제4대 대구광역시 서구의회 전반기 사회도시위원회 위원
- 2002.07 ~ 2004.07 제4대 대구광역시 서구의회 전반기 예산결산특별위원회 위원
- 2004.07 ~ 2006.06 제4대 대구광역시 서구의회 후반기 사회도시위원회 위원
- 2004.07 ~ 2006.06 제4대 대구광역시 서구의회 후반기 예산결산특별위원회 위원
- 민주노동당 대구시당 대변인
- 민주노동당 대구시당 서구 지역위원회 위원장
- 진보신당 대구시당 서구 당원협의회 위원장
- 2010.07 ~ 2014.06 제6대 대구광역시 서구의회 의원
- 2010.07 ~ 2012.07 제6대 대구광역시 서구의회 전반기 사회도시위원회 위원장
- 2010.07 ~ 2012.07 제6대 대구광역시 서구의회 전반기 의회운영위원회 위원
- 2010.07 ~ 2012.07 제6대 대구광역시 서구의회 전반기 예산결산특별위원회 위원
- 2012.07 ~ 2014.06 제6대 대구광역시 서구의회 후반기 사회도시위원회 위원
- 2012.07 ~ 2014.06 제6대 대구광역시 서구의회 후반기 예산결산특별위원회 위원
- 2014.07 ~ 2018.04 제7대 대구광역시 서구의회 의원
- 2014.07 ~ 2016.07 제7대 대구광역시 서구의회 전반기 사회도시위원회 위원장
- 2014.07 ~ 2016.07 제7대 대구광역시 서구의회 전반기 예산결산특별위원회 위원
- 2014.07 ~ 2016.07 제7대 대구광역시 서구의회 전반기 의회운영위원회 위원
- 2015.01 ~ 2015.09 노동당 대구시당 위원장
- 2015.11 ~ 2017.07 정의당 대구시당 공동위원장
- 2016.07 ~ 2018.04 제7대 대구광역시 서구의회 후반기 사회도시위원회 위원
- 2016.07 ~ 2018.04 제7대 대구광역시 서구의회 후반기 예산결산특별위원회 위원
- 2017.07 ~ 2019.07 정의당 대구시당 위원장
- 2019.07 ~ 정의당 대구시당 서구 지역위원회 위원장
- 정의당 대변인

## 역대 선거 결과
|  | 60.55% |

|  | 10.70% |

|  | 4.12% |

|  | 17.69% |

|  | 23.61% |

|  | 4.36% |

## 참고 자료
- 장태수 - 페이스북